# Trollhammaren
Trollhammaren (El Martillo del Troll) es un EP de la banda finlandesa Finntroll. Fue lanzado el 13 de abril de 2004 por Spinefarm.
De manera inusual para su estilo, incorpora el acordeón para la introducción y coro.

## Lista de canciones
| N.º   | Título                                  | Traducción               | Duración |  |
| 1.    | «Trollhammaren»                         | El Martillo del Troll    | 3:29     |  |
| 2.    | «Hemkomst»                              | Regreso a casa           | 3:46     |  |
| 3.    | «Skog»                                  | Bosque                   | 3:23     |  |
| 4.    | «Försvinn du som lyser» (Versión Metal) | Márchate, Tú que brillas | 3:29     |  |
| 5.    | «Hel vete»                              | Trigo Entero             | 4:14     |  |
| 17:10 |                                         |                          |          |  |